# Naarah, Syria
Na'arah (tiếng Ả Rập: نعرة) là một ngôi làng ở phía bắc Syria nằm ở phía tây Homs thuộc tỉnh Homs. Theo Cục Thống kê Trung ương Syria, Na'arah có dân số 2.337 người trong cuộc điều tra dân số năm 2004. Cư dân của nó chủ yếu là Alawites.